# Albert 1. af Belgien
 Der er for få eller ingen kildehenvisninger i denne artikel, hvilket er et problem. Du kan hjælpe ved at angive troværdige kilder til de påstande, som fremføres i artiklen.

Albert I, Belgiernes Konge (8. april 1875 – 17. februar 1934) var konge af Belgien fra 1909 til 1934.
Han var brodersøn, altså nevø, af forgængeren kong Leopold 2. af Belgien. Han blev, som hærens leder i kampen mod tyskerne 1914-18 under 1. verdenskrig, nationalt samlingsmærke. 

## Biografi

### Opvækst
Albert blev født den 8. april 1875 i Bruxelles i Belgien som det femte barn og anden søn af prins Philippe, greve af Flandern og prinsesse Marie af Hohenzollern-Sigmaringen. Hans far var den tredje søn af kong Leopold 1. af Belgien og en yngre bror til kong Leopold 2. af Belgien. Prins Philippe var ved Alberts fødsel tronfølger i Belgien, da Kong Leopolds eneste søn var død i 1869, og Prins Albert var derfor ved fødslen nummer tre i den belgiske tronfølge efter sin far og storebror. Prins Albert voksede op i Greven af Flanderns Palæ i Bruxelles. Da Alberts storebror, Baudouin, der var blevet forberedt til at arve den belgiske trone, døde i 1891, blev Albert nummer to i arvefølgen efter sin far.

### Regeringstid
Han blev den tredje konge af Belgien den 23. december 1909, da hans onkel, kong Leopold 2., døde. 
I begyndelsen af 1. verdenskrig lykkedes det Albert 1. at holde de tyske tropper hen længe nok, til at Storbritannien og Frankrig kunne forberede Marneslaget (6. september – 9. september 1914). Da han vendte tilbage til Bruxelles, blev han fejret som nationalhelt.
Albert 1. døde den 17. februar 1934 under en bjergbestigning af bjerget Marche-les-Dames i Ardennerne i nærheden af Namur. Han havde fæstnet sin krog på en kæmpe stenblok, som så væltede ned over ham, fortæller en, som var med på turen. Det skete sidst på dagen, som det sidste, de gjorde, før de skulle hjem. Han døde på stedet, da han faldt tolv meter ned med hovedet forrest.

## Ægteskab og børn
Den 2. oktober 1900 giftede han sig med Elisabeth af Bayern. Hun blev først prinsesse af Belgien og derefter dronning for belgierne (1909- og helt indtil sin død i 1965). De fik tre børn:
1. Leopold (3. november 1901 – 25. september 1983). Efterfulgte sin far som konge fra 1934.
2. Karl, (10. oktober 1903 – 1. juni 1983). Regent af kongeriget fra 1944 til 1951. Han giftede sig den 14. september 1977 med Jacqueline Peyrebrune.
3. Marie José, som senere blev dronning af Italien (1946).

## Eftermæle
Albertkanalen i det nordøstlige Belgien er opkaldt efter kong Albert 1.

## Æresbevisninger
- Danmark: Ridder af Elefantordenen (R.E.)